# Sojuz TMA-21
Sojuz TMA-21 (ryska: Союз ТMA-21) var en flygning i det ryska rymdprogrammet. Flygningen gick till Internationella rymdstationen. Farkosten sköts upp från Kosmodromen i Bajkonur, med en Sojuz-FG-raket, den 4 april 2011. Man dockade med rymdstationen den 6 april 2011. 
Efter att ha tillbringat 164 dagar i rymden lämnade farkosten rymdstationen den 16 september 2011. Några timmar senare återinträdde den i jordens atmosfär och landade i Kazakstan.
I och med att farkosten lämnade rymdstationen var Expedition 28 avslutad.